# عمر كوينتانايلا
عمر كوينتانايلا (بالإنجليزية: Omar Quintanilla)‏ هو لاعب كرة قاعدة أمريكي، ولد في 24 أكتوبر 1981 في إل باسو في الولايات المتحدة.

## وصلات خارجية
- عمر كوينتانايلا على موقع دوري كرة القاعدة الرئيسي (الإنجليزية)
- عمر كوينتانايلا على موقعبيزبول رفرنس.كوم (الدوري الرئيسي) (الإنجليزية)
- عمر كوينتانايلا على موقعبيزبول رفرنس.كوم (الدوري الثانوي) (الإنجليزية)
- عمر كوينتانايلا على موقع إي إس بي إن.كوم (أم.أل.بي) (الإنجليزية)
- عمر كوينتانايلا على موقع مشجعي الرسوم البيانية (الإنجليزية)